# Arca Continental
Arca Continental, S.A.B. de C.V. är ett mexikanskt multinationellt livsmedelsföretag som producerar och distribuerar olika produkter som bakverk, dippsåser, energidrycker, glass, godis, fruktdrycker, juicer, kaffe, läskedrycker, mejeriprodukter, snacks, socker, såser, teer och vatten från olika uppdragsgivare, dock främst från den amerikanska multinationella dryckestillverkaren The Coca-Cola Company. Företaget säljer sina produkter i Argentina (norra delarna), Ecuador, Mexiko (norra och västra delarna), Peru och USA (Arkansas, New Mexico, Oklahoma och Texas).
De har sitt ursprung från 2001 när Mexikos tre äldsta dryckestillverkare Grupo Argos, Grupo Arma och Grupo Procor fusionerades med varandra och det kombinerade företaget fick namnet Embotelladoras Arca. Tio år senare skapades dagens företag när Embotelladoras Arca genomgick en ytterligare fusion och den här gången med Grupo Continental och livsmedelsföretaget fick sitt nuvarande namn.
För 2017 omsatte de nästan 139,5 miljarder mexikanska pesos och i juni 2017 hade en personalstyrka på 59 176 anställda. Huvudkontoret ligger i Monterrey.

## Varumärken
Ett urval av varumärken som de producerar/säljer:
- Aquarius
- Burn
- Cepita Del Valle
- Coca-Cola
- Coca-Cola Life
- Coca-Cola Light
- Coca-Cola Light Without Caffeine
- Coca-Cola Zero
- Dasani
- Del Valle
- Dr Pepper
- Dunkin' Donuts (kaffe)
- Fanta
- Fanta Zero
- Fresca
- Fuze Tea
- Inca Kola
- Inca Kola Zero
- Mello Yello
- Mello Yello Zero
- Minute Maid
- Monster Energy
- Powerade
- Schweppes
- Smartwater
- Sprite
- Sprite Zero
- Surge
- Vitaminwater
- Vitaminwater Zero